# 333 Wacker Drive

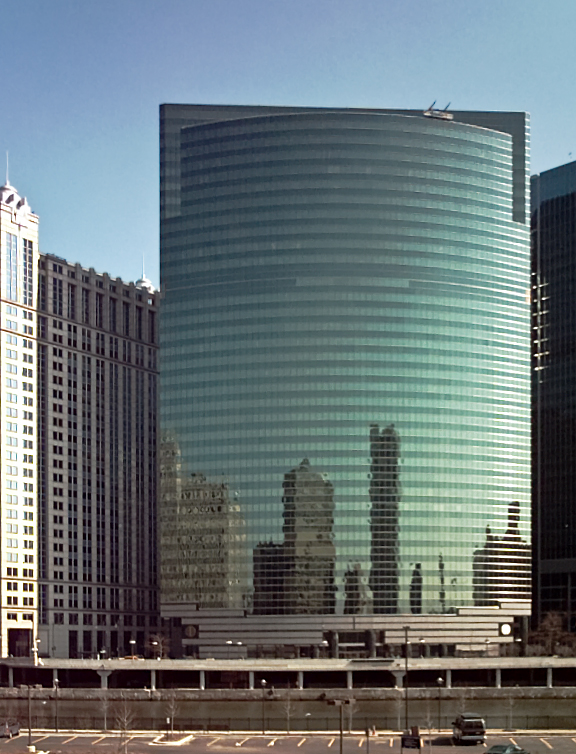
333 Wacker Drive, Chicago

Der Wolkenkratzer 333 Wacker Drive in Chicago ist ein von William Pedersen vom Architekturbüro Kohn Pedersen Fox konzipiertes Gebäude. Das Gebäude wurde 1983 erbaut und liegt direkt am Chicago River. Mit einer Höhe von 149 Metern und 36 Stockwerken ist es im Umfeld nicht sonderlich hoch. Es fällt jedoch durch seine, dem Chicago River entlang gekrümmte, blaue Glasfassade auf.